# Признаки равенства треугольников (теорема)
Признаки равенства треугольников — одна из основных теорем геометрии.
Треугольник на евклидовой плоскости однозначно (с точностью до конгруэнтности) можно определить по следующим тройкам основных элементов:
1. {\displaystyle a}, {\displaystyle b}, {\displaystyle \gamma } (Если две стороны и угол между ними одного треугольника соответственно равны двум сторонам и углу между ними другого треугольника то такие треугольники равны : СУС);
2. {\displaystyle a}, {\displaystyle \beta }, {\displaystyle \gamma } (равенство по стороне и двум прилежащим углам: УСУ);
3. {\displaystyle a}, {\displaystyle b}, {\displaystyle c} (равенство по трём сторонам: ССС).

Для прямоугольных треугольников есть признаки, некоторые из каких являются исключительными:
1. по катету и гипотенузе (то есть в случае прямоугольного треугольника необязательно, чтобы известный угол (а именно прямой) лежал между известными сторонами);
2. по двум катетам;
3. по катету и острому углу;
4. по гипотенузе и острому углу.

Дополнительный признак: треугольники равны, если у них совпадают две стороны и угол, лежащий против большей из этих сторон.
В сферической геометрии и в геометрии Лобачевского существует признак равенства треугольников по трём углам.

## Признак равенства по двум сторонам и углу между ними
Теорема: если две стороны и угол, заключённый между ними, у одного треугольника соответственно равны двум сторонам и углу, заключённому между ними, у другого треугольника, то такие треугольники равны.

Дано: {\displaystyle AB=A_{1}B_{1},\quad AC=A_{1}C_{1},\quad \angle A=\angle A_{1}.}

Доказать: {\displaystyle \triangle ABC=\triangle A1B1C1.}

Доказательство: Наложим {\displaystyle \Delta ABC} на {\displaystyle \Delta A_{1}B_{1}C_{1}} так, чтобы точка {\displaystyle A} попала с {\displaystyle A_{1}} и сторона {\displaystyle AC} совпала с {\displaystyle A_{1}C_{1}}. Тогда из-за равенства этих сторон точка {\displaystyle C} совместится с {\displaystyle C_{1},} а из-за равенства углов {\displaystyle A} и {\displaystyle A_{1}} сторона {\displaystyle A_{1}B_{1}} совпадёт с {\displaystyle A_{1}B_{1}}, и, в свою очередь, благодаря равенству этих сторон точка {\displaystyle B} совпадёт с {\displaystyle B_{1}}, поэтому сторона {\displaystyle CB} совместится с {\displaystyle C_{1}B_{1}} (так как две точки можно соединить только одной прямой). Тогда треугольники совпадут, — значит, они равны.

### Примечание

Неоднозначность треугольника при условии, что известный угол лежит напротив известной стороны

Требование того, чтобы угол лежал между сторонами, является существенным, потому что если известный угол, наоборот, будет лежать напротив известной стороны, то другой, неизвестный угол, который лежит напротив остальной известной стороны, по теореме синусов может быть определён неоднозначно: если синус угла равен какому-то значению, то и синус смежного ему — тоже. 

## Признак равенства по двум углам и стороне между ними
Теорема: если два угла и прилежащая к ним сторона одного треугольника соответственно равны двум углам и прилежащей к ним стороне другого треугольника, то такие треугольники равны.
Дано: {\displaystyle BC=B_{1}C_{1},\quad \angle C=\angle C_{1},\angle B=\angle B_{1}.}

Доказать: {\displaystyle \triangle ABC=\triangle A1B1C1}

Доказательство:

### Примечание
В отличие от первого признака 2-й признак можно переформулировать так, чтобы оба известных угла не прилежали к известной стороне, — и благодаря теореме о сумме углов признак равенства останется верным.
Признак равенства по трём сторонам выглядит так: Если три стороны одного треугольника соответственно равны трем сторонам другого треугольника, то такие треугольники равны

## Дополнительный признак
Возвращаясь к равенству треугольников по трём элементам, надо отметить, что соответствующий признак равенства треугольников не всегда имеет место. Например, показательной является задача (см. фото).
Итак, справедлива теорема, которую можно было бы назвать четвёртым признаком равенства треугольников, но не будет он так называться, поскольку это противоречит геометрическим традициям.

### Дополнительный признак (по двум сторонам и углу не между ними, если этот угол прямой или тупой)
Если в треугольниках {\displaystyle {\mathcal {ABC}}} и {\displaystyle {\mathcal {A_{1}B_{1}C_{1}}}} имеют место равенства {\displaystyle {\mathcal {AB}}={\mathcal {A_{1}B_{1}}}}, {\displaystyle {\mathcal {AC}}={\mathcal {A_{1}C_{1}}}}, {\displaystyle \angle {\mathcal {ABC}}=\angle {\mathcal {A_{1}B_{1}C_{1}}}}, причём указанные углы НЕ являются острыми, то эти треугольники равны. Доказательство этого утверждения приведено в качестве фото. Здесь используется метод доказательства разбором случаев.
Утверждение этой теоремы следует из предыдущих рассуждений. Ведь, как было показано, можно построить единственный треугольник с заданными сторонами и углом.